# Anton LaVey
Anton Szandor LaVey, ameriški okultist, pisatelj, glasbenik, igralec in ustanovitelj Satanove Cerkve, * 11. april 1930, Chicago † 29. oktober 1997, San Francisco.
LaVey je postavil temelje LaVeyanskega satanizma, filozofskega pogleda na človeško naravo in filozofijo, ki zagovarja individualizem in materializem, brez vpliva nadnaravnega navdiha. V Satanu ni videl simbola božanstva ali biti, temveč zgodovinski in literarni simbol zemeljskih dobrin.

## Življenjepis
LaVey je bil rojen v Chicagu, trgovcu z alkoholom. Že v zgodnji mladosti se je skupaj z družino preselil v Kalifornijo, kjer je preživel večino svoje mladosti. Njegovi predniki izhajajo iz francoske Alzacije, Nemčije, Rusije in Romunije . Starši so ga podpirali pri njegovem glasbenem udejstvovanju z različnimi glasbili. Njegova najbolj priljubljena inštrumenta sta bila orgle in caliop.